# Andrea Sokol

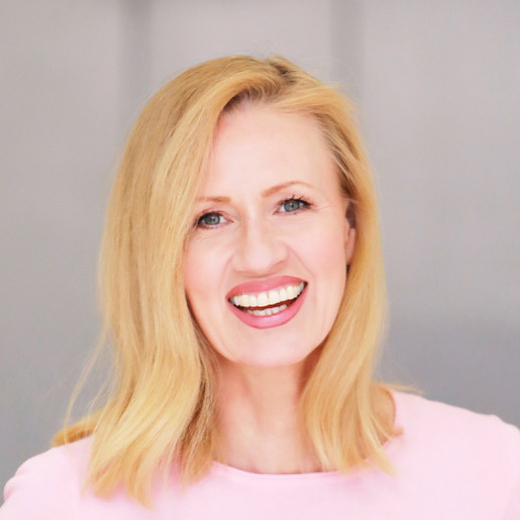
Andrea Sokol (2021)

Andrea Sokol (* 4. Juni 1968 in Berlin) ist eine deutsche Schauspielerin, Fernsehmoderatorin, Influencerin und Sachbuchautorin.

## Beruf
Sokol besuchte verschiedene Schauspielschulen, darunter das Lee-Strasberg-Institut in Los Angeles und nahm Unterricht bei Else Bongers in Berlin. Zudem studierte sie Politikwissenschaften an der Hochschule für Politik in München.
Ab 1995 war sie in mehreren Serien und Filmen zu sehen. Ihre Moderationskarriere begann sie 1997 beim Sender tm3 (später 9live) mit den Formaten Globo-TV sowie Leben & Wohnen, gefolgt vom Reisemagazin Städtetraum.
Neben Schauspiel und Moderation wirkt Sokol als Model, zertifizierte Ernährungsberaterin, Phytologin und Influencerin. Sie betreibt einen eigenen Youtube-Kanal, der sich Lifestyle-, Koch- und Beautythemen widmet und fast 200.000 Abonnenten aufweist (Stand November 2022).
2019 veröffentlichte Andrea Sokol das erste von mittlerweile vier Sachbüchern, die sich mit Kochen und nachhaltiger Haushaltsführung befassen. 2005 sprach Sokol die Erzähltexte der CD-Aufnahme  Das Christelflein nach einer Oper von Hans Pfitzner.

## Gastronomie
Von 2005 bis 2017 betrieb Sokol die Gastronomie Hoover und Floyd, einen Café- und Barbetrieb im Münchner Glockenbachviertel.

## Film- und Fernsehauftritte
- 1995: Die Notärztin; Regie Frank Strecker
- 1995: I Love the Blues; Regie Andreas Graßl
- 1996: Freundinnen; Regie Helmut Dietl
- 2000/01: Streit um Drei; Regie Heidi Ramlow
- 2002: 18 Grad (Spielfilm); Regie Stefan Weiß
- 2003: Ästhetik der Eifersucht; Regie Florian Alschweig
- 2003: Stärker als der Tod; Regie Nikolaus Leytner
- 2005: Rosenstiehl (Spielfilm); Regie Stefan Weiß
- 2005: Tour Exzessive (Spielfilm); Regie Detlef Bothe
- 2005: Teddybär; Regie Pedram Zolgadri
- 2007: Neben der Spur (Spielfilm); Regie Detlef Bothe

## Fernsehmoderationen
- 1997–2001: Leben&Wohnen, tm3
- 1999–2000: Globo-TV, tm3
- 2000: Mountains in Motion, tm3
- 2000: Mallorca Sport aktiv, tm3
- 2000: Hessenstudio Live, hr
- 2000–2001: Städtetraum, tm3
- 2002: Tele5 Golf, Tele5
- 2002–2003: Einfach Festlich, NDR/rbb
- 2004: Film Spezial, Premiere
- 2004: Fit for Life, TV Berlin

Neben den Fernsehauftritten moderierte Sokol auch kommerzielle Veranstaltungen wie den Online-Star.

## Veröffentlichungen
- Kann ich selbst, mach ich selbst. Knaur Balance, München 2019, ISBN 978-3-426-67584-7.
- Das Alles-verwenden-Kochbuch. ZS Verlag, Hamburg 2020, ISBN 978-3-96584-074-4.
- Alles sauber ... oder was?. Knaur Balance, München 2021, ISBN 978-3-426-67602-8.
- Das Gute-Laune-Kochbuch. ZS Verlag, Hamburg 2022, ISBN 978-3-96584-246-5.